# Александров, Николай Петрович
Николай Петрович Алекса́ндров (1908—1942) — советский химик.

## Биография
Родился 6 (19 апреля) 1908 года в Казани.
В октябре 1930 года с отличием окончил Казанский технологический институт. С 1 февраля 1931 года работал в НИУИФ.
Кандидат химических наук (1940).
Погиб 17 апреля 1942 года в результате аварии в спеццехе на экспериментальном заводе в Москве.

## Награды и премии
- Сталинская премия III степени (14 марта 1941) — за разработку метода получения сульфата аммония и соды из мирабилита